# 브로디 제너
샘 브로디 제너(영어: Sam Brody Jenner, 1983년 8월 21일 ~ )는 미국의 방송인, 디스크 자키이다.

## 출연 작품

### 텔레비전
- 더 힐즈 (2007-10) - 본인
- 4차원 가족 카다시안 따라잡기 (2007-15) - 본인